# Peunayan
Peunayan is een bestuurslaag in het regentschap Aceh Utara van de provincie Atjeh, Indonesië. Peunayan telt 589 inwoners (volkstelling 2010).